# 국립낙동강생물자원관
국립낙동강생물자원관(國立落東江生物資源館, Nakdonggang National Institute of Biological Resources)은 국가 생물주권의 조기확보와 생물다양성 보전 및 생물자원의 지속가능한 이용에 기여하기 위하여 설립된 환경부 산하의 기타공공기관이다. 주소는 경상북도 상주시 도남2길 137 (도남동 산 39-21)에 있다.

## 주요 사업
- 담수 분야에 대한 생물자원의 조사·발굴 및 분류·동정, 소장에 관한 연구
- 담수 분야에 대한 생물자원의 배양·추출, 보전·이용 기술 개발 및 실용화·산업화 지원에 관한 사업
- 전시관 운영 및 운영기법 개발·보급, 생물자원에 대한 교육프로그램 개발·운영

## 연혁
- 2015년 6월 3일: 국립낙동강생물자원관 법인 설립
- 2015년 7월 28일: 국립낙동강생물자원관 개관
- 2016년 2월 3일: 공공기관 지정(기타공공기관)

## 조직

### 국립낙동강생물자원관장
- 감사실

#### 기획전시본부
- 기획조정실
  - 기획경영부
  - 인사·총무부
  - 재무회계부
  - 대외협력부
- 전시교육실
  - 전시부
  - 교육부
  - 시설관리부

#### 담수생물연구본부
- 담수생물조사연구실
  - 동식물자원조사부
  - 원생생물자원조사부
  - 균류자원조사부
  - 원핵생물자원조사부
- 담수생물다양성연구실
  - 다양성보전·변화연구부
  - 생물자원정보관리부
- 담수생물특성연구실
  - 자원활용기반연구부
  - 산업소재화연구부
  - 산업화지원연구부
- 담수생물배양실
  - 배양기술개발부
  - 균주보존분양부